# 지노 콜라우시
루이지 콜라우시그(이탈리아어: Luigi Colausig, 1914년 3월 4일, 프리울리-베네치아 줄리아 주 그라디스카 디손초 ~ 1991년 7월 27일, 프리울리-베네치아 줄리아 주 트리에스테)는 지노 콜라우시(이탈리아어: Gino Colaussi ˈdʒiːno kolaˈussi[*])로 알려진 이탈리아의 전 축구 선수로, 현역 시절 스트라이커로 활약했다. 그는 1938년 월드컵 결승전에서 2골을 기록하며, 월드컵 결승전에서 복수의 득점에 성공한 최초의 선수로 이름을 남겼다.

## 클럽 경력
콜라우시는 프리울리-베네치아 줄리아 주 그라디스카 디손초 출신이다. 그는 세리에 A의 트리에스티나, 유벤투스, 그리고 비첸차에서 스트라이커로 활약했고, 세리에 B의 파도바 소속으로도 활약했다.

## 국가대표팀 경력
콜라우시는 이탈리아 국가대표팀 일원으로 1933-35년 중부 유럽 선수권 대회와 1938년 월드컵 우승을 거두었다. 그는 이탈리아의 8강과 준결승전에서 득점을 올려 승리를 견인했고, 결승전에서도 2골을 올려 이 대회에서만 4골을 기록해 이탈리아를 통산 2번째로 세계 정상에 올려놓았다.

## 최후
콜라우시는 트리에스테 근교의 오피치나에서 영면에 들었다.

## 수상

### 클럽
유벤투스
- 코파 이탈리아: 1941–42

### 국가대표팀
이탈리아
- 월드컵: 1938
- 중부 유럽 선수권 대회: 1933–35